# اشباع سازی با رطوبت حداقلی
اشباع‌سازی با رطوبت کمینه یا حداقلی، که نام‌های دیگری شامل اشباع‌سازی مویرگی یا خشک نیز دارد، روشی مرسوم برای ساخت کاتالیست‌های ناهمگون است. این روش به پیش‌ماده یک فلز فعال نیاز دارد که عموماً در محلول آبدار یا ارگانیک حل شده است.
در این روش، با اندازه‌گیری قبلی میزان رطوبت مورد نیاز بستر، محلول پیش ماده با میزان مشخص به بستر یا ساپورت اضافه می‌شود که دارای همان مقدار حجم و فضای خالی برای محلول را داراست. محلول از طریق انتقال مویرگی به منافذ رسوخ می‌کند. میزان محلولی که بیشتر از حجم منافذ بستر کاتالیست استفاده می‌شود، باعث تغییر پدیده انتقال محلول از حالت مویرگی به نفوذ خواهد شد که پدیده‌ای بسیار کند است.
پس از آن، توسط فرایندهای خشک کردن و کلسینه کردن، ترکیبات فرار محلول خارج می‌شوند و باعث می‌شوند که فلز بر سطح کاتالیست باقی بماند. بیشینه (ماکزیمم) بارگذاری فلز به حلالیت‌پذیری پیش ماده در محلول ربط دارد. پروفایل غلظت ماده اشباع شده بستگی به شرایط انتقال جرم منافذ در طی فرایند اشباع‌سازی و خشک کردن دارد که باید به دقت بهینه‌سازی و کنترل گردد.